# Erik Olofsson
Erik Olofsson, född 1979, är en svensk löpare och tidigare innehavare av svenskt rekord för herrar inom 24-timmarslöpning. 2022 vann Olofsson SM-guld i 24-timmarslöpning i Växjö med en slutdistans på 266 587 m, vilket blev ett nytt svenskt rekord med 74 meter. 2023 blev Olofsson tvåa på SM, bakom Torbjörn Gyllebring som sprang 272 km vilket blev nytt svenskt rekord. Olofsson representerade Sverige på VM i 24-timmarslöpning i Taiwan 2023. Sedan 2018 driver Olofsson podcasten Maratonlabbet tillsammans med Johan Forsstedt.